# Christian Delagrange
Pour les articles homonymes, voir Delagrange.
 (septembre 2016).
Christian Delagrange, né le 28 juillet 1947 à Rabat au Maroc, est un auteur-réalisateur-interprète français.

## Carrière musicale
Christian Delagrange débute dans la chanson vers 1970 sous son premier pseudonyme de Chris Gallbert avec Carmen. En 1965, il chante en première partie des Beatles puis de Jacques Brel au Palais d'hiver de Lyon. 
En 1972, il prend son patronyme actuel et connaît le succès en France avec les titres Rosetta (qui atteint la 3e place du hit-parade), Sans toi je suis seul (n°4), Petite fille (n°8), Reviens mon amour, reviens (n°7), Je t'aimerai mon amour (n°9), Tendre Cathy... la plupart de ces titres étant signés Patricia Carli.
Il est classé alors dans les « chanteurs à minettes » (comme Patrick Juvet, Frédéric François, Dave, Mike Brant, C. Jérôme). 
Après un duo en 1976 avec Jeane Manson, Les larmes aux yeux, il enregistre Pas plus belle qu'elle avant de se faire plus discret. Il se lance dans la réalisation de clips, films publicitaires, reportages et téléfilms. 
En 1990, il enregistre la version française de la chanson du film Ghost : Vivre seul.
C'est en 1992 qu'il reprend sa carrière de chanteur : concerts et albums se succèdent. En 1999, il fait trois soirées au Casino de Paris et revient dans cette salle en 2002.
Entre 1992 et 2006, il participe souvent à l'émission de télévision de Pascal Sevran, La chance aux chansons. 
Après trois saisons sur la tournée Âge tendre en 2009/2010, 2013/2014 et 2016/2017, il participe au 10e anniversaire de la tournée Age Tendre. De janvier à avril 2020, il est de retour sur la tournée. 
En novembre 2010, il sort l'album Histoires d'amour et en février 2013, l'album D'origines italiennes, tous les deux sortis chez Wagram, incluant des duos avec Veronique Mavros. Viennent ensuite en 2014 un triple album Chansons d'amour, en 2015 Ballades en France (comprenant des duos notamment avec Ginie Line) et en 2016 Entre vous et moi, un album de 4 CD. En 2023, il sort un nouvel album qui s’intitule « Ensemble ».

## Engagement humanitaire
Après avoir  favorisé des concerts au profit de personnes défavorisées ou handicapées[réf. souhaitée] et après avoir parrainé l'APEHHPPMI qui avait permis la création d'un centre de handicapés de 35 lits à Accous, dans la vallée d'Aspe, Christian Delagrange est devenu actif dans l'humanitaire au début des années 2000[réf. souhaitée]. 
Depuis 2007, en parallèle de sa carrière de chanteur, il préside l'ONG Assistance Humanitaire Internationale (AHI) (dont il est fondateur). Il vient apporter, avec son équipe de plus de 600 adhérents en France et Belgique, une aide médicale et scolaire dans 26 pays dans le monde, fournissant de l'équipement de structures médicales (de l'hôpital au centre de santé de brousse, en passant par des laboratoires d'analyses médicales, maternités, etc.) et participant à la construction de structures scolaires et d'apprentissage ainsi que d'orphelinats, avec un désir de former professionnellement les jeunes gens abrités dans ces structures à l'apprentissage professionnel.
En 2020, il est candidat aux élections municipales de 2020 à Mèze dans une liste soutenue par Génération écologie.

## Discographie

### 45 tours[5]

#### Sous le nom de Chris Gallbert
- 1970 : Carmen / Quasimodo
- 1970 : Paillasse / Sing Sing
- 1971 : Un coin de terre au soleil / Tes mains qui me retiennent

#### Sous le nom de Christian Delagrange
- 1972 : Rosetta / Celle que j'attendais
- 1972 : Sans toi je suis seul / La chanson
- 1973 : Petite fille / Ne t'en va pas
- 1973 : Reviens mon amour reviens / Qui m'apprendra la vérité
- 1973 : Mon véritable amour (B.O. Le Protecteur) / J'ai joué à faire semblant
- 1973 : Non reste moi
- 1974 : Tendre Cathy (B.O.F Avanti) / Dis moi pourquoi
- 1974 : Je t'aimerai mon amour / Tu dois venir
- 1974 : J'aime la vie avec toi / Qui d'autre à part moi
- 1975 : Première fille, première femme / Nos 25 ans
- 1975 : Tu m'appartiens et je t'aime / Amoureuse indifférente
- 1975 : Joanna / Danse
- 1975 : L'important c'est toi et moi / Petite Baby
- 1976 : Pas plus belle qu'elle / La maîtresse d'école
- 1976 : L'Italie / Le Noel de l'amour
- 1977 : Ma symphonie inachevée / L'aube d'un long voyage
- 1978 : Ciné Cinéma / Evasion
- 1979 : Le cœur à marée basse / Fais-moi rêver
- 1982 : La vie du chanteur / Sans amour
- 1985 : O Griot / Champion
- 1989 : Laissez les enfants rêver / Voleurs de rêve (45 tours "Sloane et Delagrange", duo)
- 1990 : Revenir / Melody

### CD[6]
- 1992 Mes années Tendresses...
- 1993 Mes années passion...
- 1994 : Les mots d'ange
- 1997 : Spécial Club
- 1998 : Tendresse, larmes et liberté
- 2001 : Live Casino de Paris (album enregistré en public)
- 2003 : Pour vous les femmes
- 2007 : CD/DVD Live au Casino de Paris
- 2009 : 40 ans, l'essentiel
- 2010 : Histoires d'amour
- 2013 : D'origines italiennes
- 2014 : Chansons d'amour
- 2015 : Ballades en France
- 2016 : Entre vous et moi
- 2019 : En toute simplicité
- 2020 : Anthologie 1970 - 1985
- 2023 : Ensemble

## Théâtre
- 1974/1975 : La Révolution Française : Charles Gautier (rôle)